# Wilsons Promontory

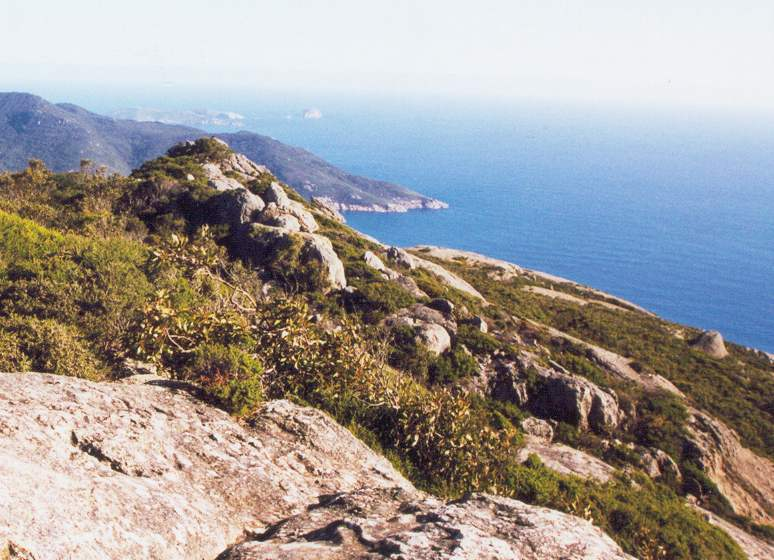
Blick vom Mount Oberon auf Wilsons Promontory bis an das südliche Ende des australischen Festlands.

Die Wilsons Promontory ist eine Halbinsel im Bundesstaat Victoria, die im südlichsten Teil des australischen Kontinents liegt. South Point ist der südlichste Punkt des australischen Festlands, wo sich der Wilsons-Promontory-Leuchtturm befindet.

## Geschichte
Die Aborigines der Gunai-Kurnai und des Boonerwrung Clans lebten nachweislich seit 6500 Jahren in diesem Gebiet. Der heute dort befindliche Wilsons Promontory National Park hat für sie große Bedeutung.
Der erste Europäer, der dieses Gebiet sah, war George Bass im Januar 1798. Er nannte es Furneaux Land in seinem Tagebuch, weil er zunächst glaubte, dass dieses Gebiet Tobias Furneaux vor ihm gesehen hatte. Aber als er nach Port Jackson (Sydney) zurückkam, konsultierte er Matthew Flinders, der ihm sagte, dass dieses Gebiet ein anderes sein müsse, da es sich erheblich von der Furneaux-Inselgruppe unterscheide. Bass und Flinders änderten den Namen in Wilsons Promontory auf Anregung des Gouverneurs John Hunter, zur Erinnerung an den Londoner Freund von Flinders, Thomas Wilson, um. Über Wilson ist kaum etwas bekannt, er war ein Händler aus London, der mit Australien Geschäfte abwickelte.
Auf der Halbinsel befindet sich seit 1898 ein Nationalpark, der Wilsons Promontory National Park, der auch lokal als the Prom bezeichnet wird und die größte Wildnis an der Küste von Victoria umfasst. Das Gebiet war für die Öffentlichkeit während des Zweiten Weltkriegs nicht betretbar, weil es als Trainingsgebiet genutzt wurde. Die einzige Siedlung auf Wilsons Promontory ist Tidal River, die 30 km südlich der Parkgrenze liegt, ein Platz für Erholungsuchende und Touristen. Der Park wird von der Gesellschaft Parks Victoria betrieben.
Im Jahr 2005 brannten etwa 13 Prozent des Parkgeländes, als ein Park-Angestellter ein Feuer entzündete und dieses außer Kontrolle geriet. In 2009 erzeugte ein Blitz ein Buschfeuer an der Sealers Cove, durch das 25.000 Hektar verbrannten. Der größte Teil des gesamten Gebietes hatte seit 1951 nicht mehr gebrannt. Das Feuer entstand am 8. Februar 2009 am so genannten Black Saturday, als während langanhaltender Hitze Hunderte von Buschfeuern in Victoria entstanden. Obwohl das Feuer bis auf einen Kilometer an den Ort Tidal River herankam, blieben das Verwaltungsgebäude des Parks und die Anlagen des Campingplatzes unbeschädigt. Der Park öffnete bereits einen Monat später wieder und das verbrannte Gelände war in der Zwischenzeit wieder ergrünt und die Naturschönheit dieses Gebiets damit wieder hergestellt.

## Geografie

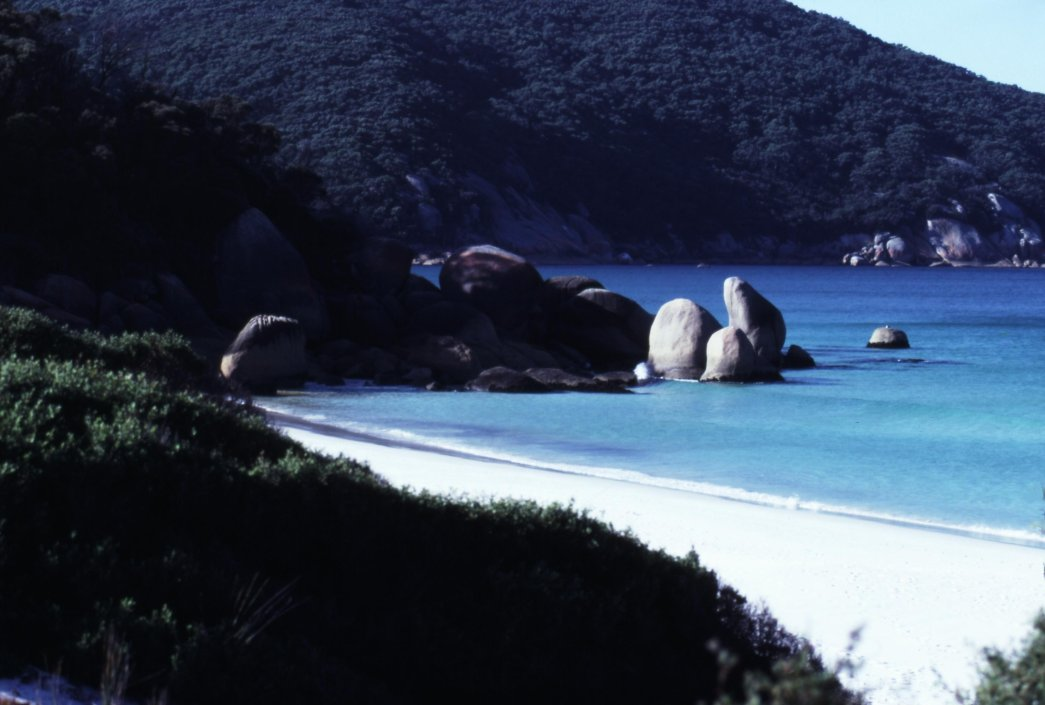
Waterloo Beach auf Wilsons Promontory

Die Halbinsel des Wilsons Promontory besteht im Kern aus granitischen Höhenzügen, die mit dem Mount Latrobe eine Höhe von 754 m über dem Meeresspiegel erreichen. Von dem nördlich der Halbinsel anschließenden Hügel- und Hochland der Region South Gippsland ist Wilsons Promontory durch den niedrigen, von äolischen Sanden geprägten Yanakie Isthmus getrennt. Die Vegetation der Halbinsel ist sehr vielfältig, unter anderem mit gemäßigten Regenwäldern, trockenen Hartlaubwäldern und Gebüschformationen.
Die Küstenlandschaft ist von Wattlandschaften, sandigen Stränden und geschützten Buchten geprägt, die von graniten Landzungen und Klippen im Süden und dahinter liegenden Küstendünen und Sümpfen unterbrochen werden.

### Klima
|                       | Jan  | Feb  | Mär  | Apr  | Mai   | Jun   | Jul   | Aug   | Sep   | Okt  | Nov  | Dez  |   |         |
| Mittl. Tagesmax. (°C) | 20,5 | 20,7 | 19,4 | 17,4 | 15,3  | 13,2  | 12,4  | 13,0  | 14,4  | 15,9 | 17,3 | 18,7 | ⌀ | 16,5    |
| Mittl. Tagesmin. (°C) | 14,8 | 15,5 | 14,8 | 13,4 | 11,9  | 10,0  | 9,0   | 9,0   | 9,6   | 10,5 | 12,0 | 13,3 | ⌀ | 12      |
|                       |      |      |      |      |       |       |       |       |       |      |      |      |   |         |
| Niederschlag (mm)     | 67,8 | 37,9 | 64,1 | 76,8 | 128,8 | 119,6 | 143,9 | 133,7 | 109,0 | 86,4 | 68,5 | 65,7 | Σ | 1.102,2 |
|                       |      |      |      |      |       |       |       |       |       |      |      |      |   |         |
| Regentage (d)         | 13,4 | 9,7  | 14,3 | 15,5 | 18,9  | 20,0  | 20,8  | 20,3  | 18,8  | 16,7 | 14,1 | 14,2 | Σ | 196,7   |

| 14,8 |

| 15,5 |

| 14,8 |

| 13,4 |

| 11,9 |

| 10,0 |

| 9,0 |

| 9,0 |

| 9,6 |

| 10,5 |

| 12,0 |

| 13,3 |

| 14,8 |

| 15,5 |

| 14,8 |

| 13,4 |

| 11,9 |

| 10,0 |

| 9,0 |

| 9,0 |

| 9,6 |

| 10,5 |

| 12,0 |

| 13,3 |

| N i e d e r s c h l a g | 67,8 | 37,9 | 64,1 | 76,8 | 128,8 | 119,6 | 143,9 | 133,7 | 109,0 | 86,4 | 68,5 | 65,7 |
|                         | Jan  | Feb  | Mär  | Apr  | Mai   | Jun   | Jul   | Aug   | Sep   | Okt  | Nov  | Dez  |

## Flüsse
Der Tidal River ist der Hauptfluss auf Wilsons Promontory, der in die Norman Bay mündet. Dieser Fluss ebbt und schwillt je nach Tidenhub an oder ab. Der Fluss führt ein rot-gelbliches Wasser, das daher resultiert, dass die am Ufer wachsende Südseemyrte  das Wasser mit Tannin färbt und dem Flusswasser ein teegleiches Aussehen verleiht.

## Fauna
Wilsons Promontory beheimatet zahlreiche Säugetieren, Vögel und andere Lebewesen. Am weitesten verbreitet ist der Wombat, der häufig im Park vorkommt, besonders um die Campingplätze, in die er auf der Suche nach Futter bis in die Zelte eindringt. Auf der Halbinsel gibt es darüber hinaus Kängurus, Wallabys, Koalas, Langnasen-Kaninchenkängurus (Potorous tridactylus), die Weißfüßige Schmalfuß-Beutelmaus (Sminthopsis leucopus), Australische Breitzahnratten (Mastacomys fuscus), Zwerggleitbeutler (Acrobates pygmaeus) und Große Emus. Außerdem kommen verschiedene Arten vor, die ursprünglich nicht zur australischen Fauna gehörten, wie Füchse, verwilderte Katzen und Kaninchen.
Die am häufigsten vorkommenden Vögel auf der Halbinsel sind der Pennantsittich (Platycercus elegans), Gelbohr-Rabenkakadu (Calyptorhynchus funereus), Star, die Amsel und Malrus.